# Chrysophyllum boukokoense
Chrysophyllum boukokoense là một loài thực vật có hoa trong họ Hồng xiêm. Loài này được (Aubrév. & Pellegr.) L.Gaut. mô tả khoa học đầu tiên năm 1997.